# Cagliari Calcio 2000-2001
Questa voce raccoglie le informazioni riguardanti il Cagliari Calcio nelle competizioni ufficiali della stagione 2000-2001.

## Stagione
Nella stagione 2000-2001 il Cagliari disputa il campionato di Serie B, raccoglie 50 punti con l'undicesimo posto in classifica. Il presidente Massimo Cellino dopo la retrocessione, vuole risalire subito in Serie A, e per farlo si affida a Gianfranco Bellotto, ma l'inizio di stagione non è molto positivo, ad agosto non riesce a vincere il girone 4 preliminare di Coppa Italia, preceduto dalla Salernitana, che ha superato il turno.
In campionato dopo una buona partenza con tre vittorie di fila, i sardi non riescono ad esprimere il potenziale che gli era riconosciuto alla vigilia del torneo, ad inizio dicembre sono secondi ad un punto dal Cosenza, che guida la classifica, ma poi qualcosa si inceppa, e chiudono il girone di andata in sesta posizione con 31 punti, ancora in corsa per la promozione, a quattro punti dalla vetta. Nel girone di ritorno però le aspirazioni del Cagliari sono vanificate da risultati altalenanti, al punto che a fine febbraio, con i sardi noni in graduatoria con 36 punti, viene esonerato il tecnico Gianfranco Bellotto, sostituito da Giuseppe Materazzi, il cambio non riesce ad invertire l'andamento dei rossoblù, che si devono accontentare dell'undicesimo posto finale a metà classifica. Due gli attaccanti rossoblù che hanno raggiunto la doppia cifra in questa stagione, l'onduregno David Suazo autore di 12 reti, e Fabrizio Cammarata con 11 centri.

## Divise e sponsor
Lo sponsor tecnico della stagione fu per la prima volta Uhlsport, mentre il main sponsor fu per l'ultimo anno Pecorino Sardo. La prima divisa, è una rivisitazione del classico completo rossoblù con un'ampia banda blu che copre la parte alta della maglia, nella seconda divisa viene reintrodotta la banda trasversale degli anni ‘60 ma rispetto ad allora si presenta notevolmente più larga e di colore rosso. Il terzo completo era invece di colore giallo con inserti blu.
| 1ª divisa | 2ª divisa | 3ª divisa |  |

## Rosa
| N. |                         | Ruolo | Calciatore              |
| -- | ----------------------- | ----- | ----------------------- |
| 1  | Italia (bandiera)       | P     | Alessio Scarpi          |
| 2  | Italia (bandiera)       | D     | Nicola Diliso           |
| 3  | Italia (bandiera)       | D     | Gianfranco Circati      |
| 4  | Italia (bandiera)       | D     | Matteo Villa (capitano) |
| 5  | Italia (bandiera)       | C     | Gianni Cavezzi          |
| 5  | Italia (bandiera)       | C     | Giacomo De Martis       |
| 6  | Uruguay (bandiera)      | D     | Diego Luis López        |
| 7  | RD del Congo (bandiera) | A     | Jason Mayélé            |
| 8  | Uruguay (bandiera)      | C     | Nelson Abeijón          |
| 9  | Honduras (bandiera)     | A     | David Suazo             |
| 10 | Italia (bandiera)       | C     | Daniele Conti           |
| 11 | Italia (bandiera)       | A     | Fabrizio Cammarata      |
| 12 | Italia (bandiera)       | P     | Daniele Corsi           |
| 13 | Italia (bandiera)       | D     | Gianluca Grassadonia    |
| 14 | Italia (bandiera)       | C     | Daniele Berretta        |
| 14 | Svizzera (bandiera)     | C     | Antonio Esposito        |
| 15 | Italia (bandiera)       | C     | Giorgio Lucenti         |
| 16 | Italia (bandiera)       | A     | Andrea Capone           |
| 17 | Francia (bandiera)      | D     | François Modesto        |

| N. |                    | Ruolo | Calciatore         |
| -- | ------------------ | ----- | ------------------ |
| 18 | Italia (bandiera)  | C     | Davide Fontolan    |
| 19 | Italia (bandiera)  | A     | Emiliano Melis     |
| 19 | Italia (bandiera)  | C     | Giovanni Soro      |
| 20 | Italia (bandiera)  | C     | Giovanni Sulcis    |
| 21 | Italia (bandiera)  | C     | Davide Carrus      |
| 21 | Italia (bandiera)  | C     | Massimiliano Mei   |
| 22 | Italia (bandiera)  | C     | Sebastiano Pinna   |
| 23 | Italia (bandiera)  | P     | Paolo Castelli     |
| 24 | Italia (bandiera)  | D     | Alessandro Orlando |
| 25 | Francia (bandiera) | D     | Moustapha Keita    |
| 25 | Italia (bandiera)  | P     | Marco Manis        |
| 26 | Italia (bandiera)  | C     | Tiziano De Patre   |
| 26 | Italia (bandiera)  | C     | Alessandro Gadau   |
| 27 | Italia (bandiera)  | D     | Salvatore Accursi  |
| 27 | Italia (bandiera)  | D     | Filippo Medri      |
| 28 | Italia (bandiera)  | C     | Renato Buso        |
| 29 | Italia (bandiera)  | A     | Andrea Pisanu      |
| 30 | Italia (bandiera)  | A     | Luigi Beghetto     |
|    | Italia (bandiera)  | D     | Enea Dionisio      |

## Risultati

### Campionato

#### Girone di andata
| Arbitro: | Pieri (Genova) |

|                                         |           |  |
| Cammarata 20’ Sulcis 39’ Melis 52’, 60’ | Marcatori |  |

| Arbitro: | Bolognino (Milano) |

|                        |           |                                           |
| Beghetto 9’ Rocchi 63’ | Marcatori | 18’ Buso 55’ (rig.) Cammarata 71’ Lucenti |

| Arbitro: | Sofritti (Ferrara) |

|                      |           |              |
| D. Fontolan 57’, 88’ | Marcatori | 43’ Giacobbo |

| Arbitro: | Farina (Novi Ligure) |

|                               |           |           |
| Campedelli 25’ Di Michele 39’ | Marcatori | 49’ Villa |

| Arbitro: | Dondarini (Finale Emilia) |

|            |           |                   |
| Sulcis 61’ | Marcatori | 59’ (rig.) Corini |

| Piacenza 6 ottobre 2000 6ª giornata | Piacenza           | 0 – 0 | Cagliari | Stadio Leonardo Garilli\| Arbitro: \| De Santis (Tivoli) \| |
| Arbitro:                            | De Santis (Tivoli) |       |          |                                                             |

| Arbitro: | Zaltron (Bassano del Grappa) |

|                            |           |           |
| F.J. Modesto 10’ Villa 44’ | Marcatori | 59’ Aliyu |

| Arbitro: | Bolognino (Milano) |

|                              |           |           |
| Flachi 63’ (rig.) Vasari 71’ | Marcatori | 79’ Suazo |

| Cagliari 1º novembre 2000 9ª giornata | Cagliari        | 0 – 0 | Pistoiese | Stadio Sant'Elia\| Arbitro: \| Fausti (Milano) \| |
| Arbitro:                              | Fausti (Milano) |       |           |                                                   |

| Arbitro: | Paparesta (Bari) |

|                                |           |                                                 |
| Vecchiola 80’ Medri 88’ (aut.) | Marcatori | 21’ Cammarata 40’, 87’ Suazo 90+1’ F.J. Modesto |

| Arbitro: | Nucini (Bergamo) |

|                  |           |            |
| F.J. Modesto 74’ | Marcatori | 2’ Savoldi |

| Arbitro: | Saccani (Mantova) |

|                             |           |                           |
| Bettarini 22’ Di Napoli 67’ | Marcatori | 20’ Cammarata 25’ Lucenti |

| Arbitro: | Treossi (Forlì) |

|                                     |           |  |
| Villa 6’ Grassadonia 40’ Buso 45+4’ | Marcatori |  |

| Arbitro: | Cassarà (Palermo) |

|  |           |                              |
|  | Marcatori | 19’ Suazo 42’, 87’ Cammarata |

| Arbitro: | Paparesta (Bari) |

|  |           |             |
|  | Marcatori | 10’ Schwoch |

| Arbitro: | Trentalange (Torino) |

|             |           |             |
| Parente 86’ | Marcatori | 38’ Lucenti |

| Cagliari 23 dicembre 2000 17ª giornata | Cagliari            | 0 – 0 | Siena | Stadio Sant'Elia\| Arbitro: \| Soffritti (Ferrara) \| |
| Arbitro:                               | Soffritti (Ferrara) |       |       |                                                       |

| Arbitro: | Trentalange (Torino) |

|          |           |  |
| Ripa 81’ | Marcatori |  |

| Arbitro: | Dondarini (Finale Emilia) |

|                             |           |  |
| Suazo 3’, 16’ Cammarata 55’ | Marcatori |  |

#### Girone di ritorno
| Arbitro: | Serena (Bassano del Grappa) |

|                |           |              |
| Sculli 3’, 16’ | Marcatori | 74’ Beghetto |

| Arbitro: | Dondarini (Finale Emilia) |

|                                       |           |                         |
| Conti 10’, 27’ A. Esposito 59’ (rig.) | Marcatori | 51’ Ballarin 86’ Fanesi |

| Pescara 9 febbraio 2001 22ª giornata | Pescara         | 0 – 0 | Cagliari | Stadio Adriatico\| Arbitro: \| Cesari (Genova) \| |
| Arbitro:                             | Cesari (Genova) |       |          |                                                   |

| Arbitro: | Pieri (Genova) |

|          |           |                   |
| Buso 23’ | Marcatori | 30’ De Franceschi |

| Arbitro: | Paparesta (Bari) |

|                           |           |           |
| Barone 41’ Manfredini 54’ | Marcatori | 77’ Suazo |

| Cagliari 4 marzo 2001 25ª giornata | Cagliari           | 0 – 0 | Piacenza | Stadio Sant'Elia\| Arbitro: \| Bolognino (Milano) \| |
| Arbitro:                           | Bolognino (Milano) |       |          |                                                      |

| Arbitro: | Dondarini (Finale Emilia) |

|              |           |  |
| Maggioni 80’ | Marcatori |  |

| Arbitro: | Gabriele (Frosinone) |

|               |           |            |
| Cammarata 86’ | Marcatori | 22’ Flachi |

| Arbitro: | Fausti (Milano) |

|                                                        |           |                                |
| Baiano 35’ (rig.), 42’ (rig.) Perrone 51’ Biancone 89’ | Marcatori | 21’ Cammarata 60’ (rig.) Conti |

| Arbitro: | Gabriele (Frosinone) |

|                         |           |  |
| Cammarata 27’ Suazo 72’ | Marcatori |  |

| Arbitro: | Zaltron (Bassano del Grappa) |

|            |           |                             |
| Strada 48’ | Marcatori | 22’ Capone 65’, 90+1’ Suazo |

| Arbitro: | Bertini (Arezzo) |

|                     |           |               |
| Pinna 34’ Conti 64’ | Marcatori | 14’ Vannucchi |

| Arbitro: | Morganti (Ascoli Piceno) |

|                         |           |  |
| Caverzan 37’ Sturba 47’ | Marcatori |  |

| Arbitro: | P. Rossi (Ciampino) |

|                        |           |                                     |
| Buso 13’ Cammarata 51’ | Marcatori | 22’ Marchionni 45+2’, 82’ Maccarone |

| Arbitro: | Saccani (Mantova) |

|                                        |           |  |
| Delli Carri 30’ Grassadonia 58’ (aut.) | Marcatori |  |

| Arbitro: | Trefoloni (Siena) |

|                     |           |                        |
| Suazo 18’ Conti 22’ | Marcatori | 49’ E. Baggio 55’ Bono |

| Arbitro: | Paparesta (Bari) |

|               |           |                  |
| A. Pagano 40’ | Marcatori | 73’ (rig.) Conti |

| Arbitro: | Preschern (Mestre) |

|           |           |              |
| Suazo 39’ | Marcatori | 74’ Adeshina |

| Arbitro: | Castellani (Verona) |

|                             |           |  |
| Francioso 78’ Mutarelli 80’ | Marcatori |  |

### Coppa Italia

#### Turno preliminare Girone 4
| Arbitro: | Ayroldi (Molfetta) |

|                                        |           |            |
| Di Michele 70’ (rig.) Gia. Tedesco 82’ | Marcatori | 67’ Mayele |

| Arbitro: | Gabriele (Frosinone) |

|                         |           |                              |
| Suazo 34’ Cammarata 90’ | Marcatori | 26’ (rig.) Amore 57’ Alfieri |

| Arbitro: | Cassarà (Palermo) |

|  |           |                             |
|  | Marcatori | 1’, 81’ Cammarata 87’ Suazo |